# Thignonville
Thignonville é uma comuna francesa na região administrativa do Centro, no departamento Loiret. Estende-se por uma área de 9,13 km². Em 2010 a comuna tinha 420 habitantes (densidade: 46 hab./km²).